# Henri-Louis Pernod

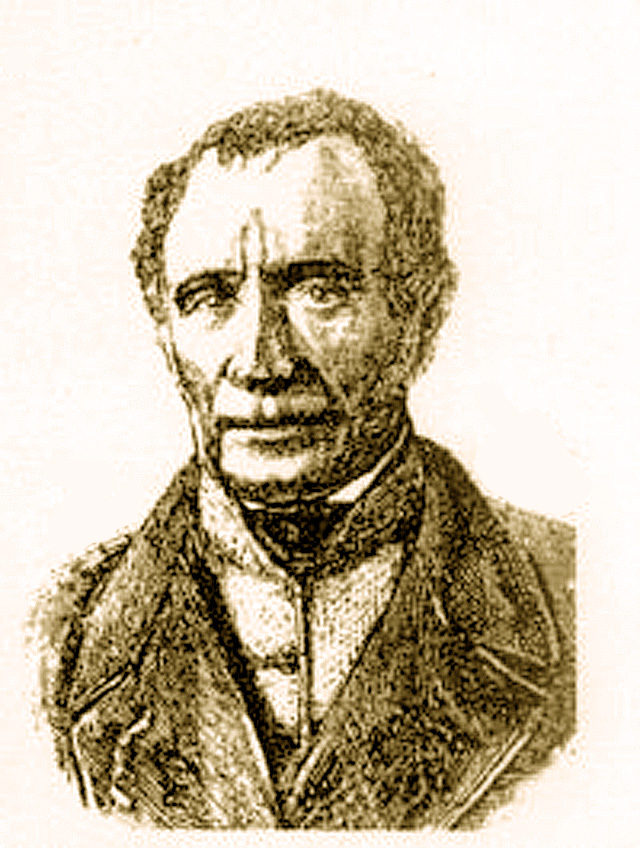
Henri-Louis Pernod

Henri-Louis Pernod (* 1. März 1776 in Le Locle, Schweiz; † 8. Dezember 1851 in Pontarlier, Frankreich) war der Gründer einer Absinth-Destillerie.

## Leben und Wirken
Henri-Louis Pernod heiratete 1797 Emilie Dubied, die Tante von Henri Edouard Dubied jun., einem Textilindustriellen. Im selben Jahr begann er mit der kommerziellen Produktion von Absinth, zuerst im schweizerischen Couvet (Kanton Neuenburg), später in grösserem Massstab im französischen Pontarlier. Dort gründete er 1805 eine zweite Destillerie, in der das Getränk Pernod hergestellt wurde. Dabei durfte er auf die Unterstützung seines Schwiegervaters Major Daniel Henri Dubied und dessen Sohn Henri Edouard zählen, die in Couvet bereits eine Absinthdestillerie besassen. Die Dubieds verliessen aber kurz nach der Gründung das Unternehmen und widmeten sich ihrer eigenen Destillerie.
Henri-Louis Pernod starb am 8. Dezember 1851 im Alter von 75 Jahren in Portalier.